# Belladonna
Michelle Anne Sinclair (Biloxi, Misisipi; 21 de mayo de 1981), más conocida como Belladonna, es una actriz y productora de cine pornográfico estadounidense. En enero de 2011, ingresó en el salón de la fama de los Premios AVN.

## Biografía
Belladonna nació en Biloxi, pero durante toda su vida se ha mudado constantemente, en especial debido al trabajo de su padre, capitán de la fuerza aérea del ejército de Estados Unidos, primero a Boise, Idaho, después a Wiesbaden, Alemania, después a Fairfield/Vacaville, California, después a Dover/Seaford, Delaware, después a Salt Lake City/St. George, Utah, después a España y después a Los Ángeles, California.
Proviene de una numerosa familia de estrictos mormones. Su padre, además de militar, fue Obispo mormón. Tiene seis hermanos.
Antes de ser actriz porno, Belladonna vivió la mayor parte del tiempo en Utah.

## Carrera en la industria del porno

### Carrera como actriz porno
A los 18 años trabajaba como estríper en Salt Lake City, Utah, y una amiga suya había viajado a Los Ángeles para convertirse en actriz porno. Un día recibió una llamada de su amiga, que le proponía que también se introdujese en la industria X y le dijo que su representante también estaba interesado en ella. Belladonna contactó con él y al día siguiente viajó a Los Ángeles para trabajar como actriz porno.
Rodó su primera escena junto al actor porno Chris Cannon para la película Real Sex Magazine 31, en la que, además de practicar sexo anal por primera vez delante de una cámara, también perdió la virginidad anal. Belladonna afirma que, hasta pasado un año trabajando en la industria del porno, no comenzó a disfrutar realmente de su trabajo.
Poco tiempo después, Belladonna comenzó a destacar dentro de la industria del porno, en especial por sus explícitas y extremas escenas, su personalidad y actuación sin límites y sus extremas prácticas de sexo anal, hasta convertirse en una de las mayores actrices dentro de la industria del porno, teniendo un inmenso número de fanes y adquiriendo una enorme popularidad, y además recibiendo el apodo de La Reina del Sexo Anal.
Como sus películas muestran, ella protagoniza escenas anales habitualmente. Además, ha afirmado que, cuando la penetran por el ano, prefiere que sea sin ningún tipo de lubricante para que así sea más áspero y llegar más rápido al orgasmo.[cita requerida]
Entre sus películas, se destacan: Service Animals 6 & 7, She-Male Domination Nation, Bella Loves Jenna, Back 2 Evil, Weapons of Ass Destruction y Fashionistas Safado: The Challenge.
También destaca sus escenas de sexo anal interracial extremo (destacando sus escenas junto a Lexington Steele). En la película Lexington Steele xxx 2, en una escena junto a Avy Scott, tuvo el pene de Steele dentro de su ano por más de 10 minutos. También es una de las actrices que le han hecho garganta profunda a Steele. E
En agosto del 2007 Belladonna anuncia su retiro de la industria del entretenimiento para adultos tras haber dado conocer un posible contagio de herpes genital.[cita requerida] Sin embargo, un mes después anunció que revocaba tal decisión.

### Carrera como directora porno

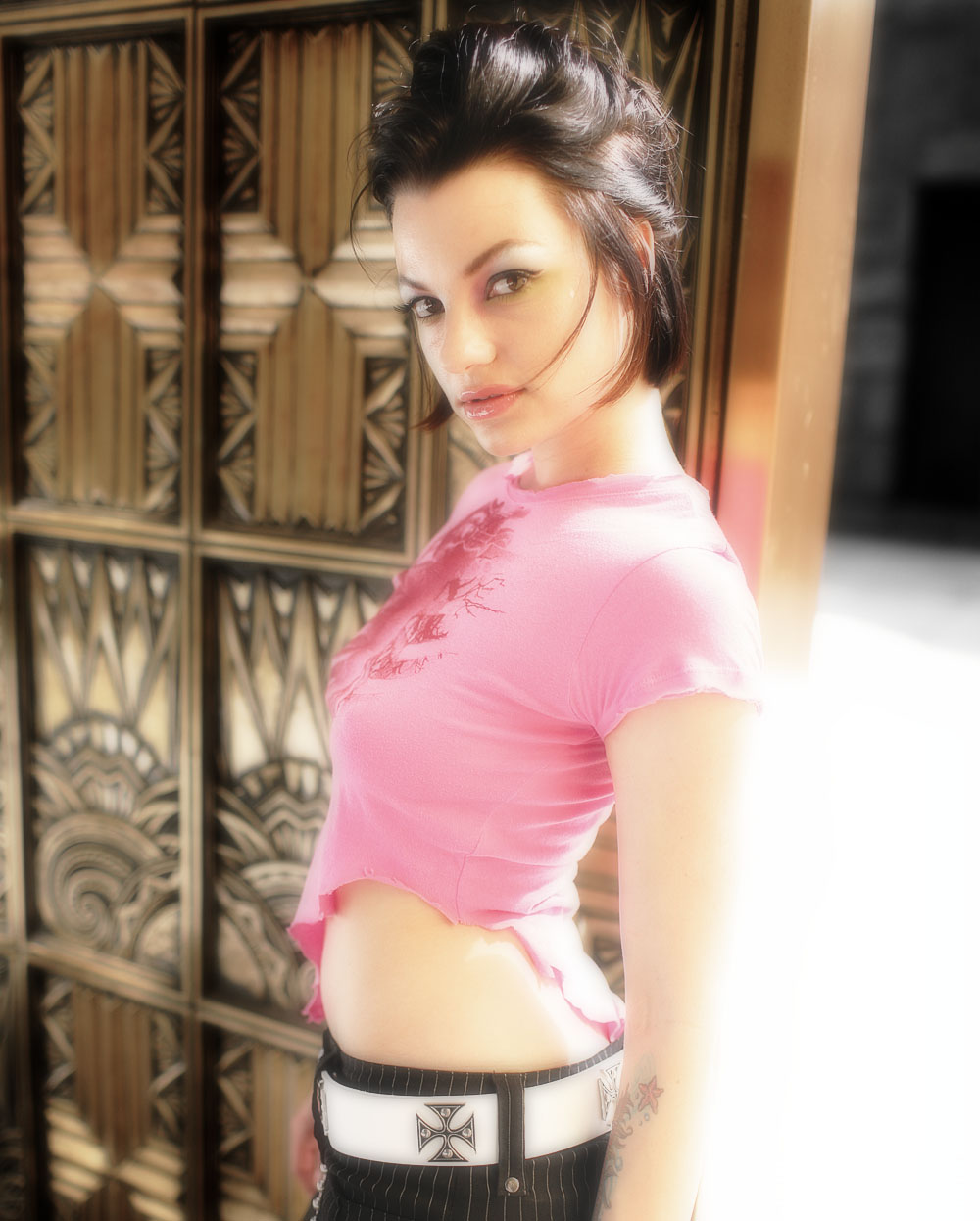

En 2002 comenzó a trabajar como directora porno, primero para la productora Sinplex y después firmando un contrato exclusivo como directora con la productora Evil Angel, el cual continúa en vigor en la actualidad, creando su productora Belladonna Entertainment. Gracias a su trabajo como directora con Evil Angel, ha alcanzado un éxito incluso mayor en la industria del porno, llegando sus películas a menudo a los primeros puestos de las listas de ventas y obteniendo multitud de premios.
Sus películas como directora son de las más explícitas y hardcore en el mercado y siempre aparece en ellas. En un principio en sus películas solo aparecían brutales y extremas escenas lésbicas, pero en 2006, comenzó a rodar y a participar en películas heterosexuales igualmente extremas y brutales, además incluía sexo interracial y con actores transexuales. Todas sus películas como directora son de un estilo muy fetichista, a menudo prácticas de sadomasoquismo y bondage, incluyendo juguetes sexuales extremos e incluso vegetales, pelotas de golf, fuego y sexo embarazada, entre muchos otros.
En 2005 creó un nuevo proyecto dentro de su productora llamado Deadly Nighshade Productions, que ella afirma que muestra su lado más oscuro, basándose en sexo en hospitales, depósitos de cadáveres y salas de autopsia reales, en un fetichismo médico, por la muerte, las deformidades y condiciones como la paraplejía.

## Vida personal
Belladonna mantuvo una apasionada relación sentimental de varios años con el actor y director porno Nacho Vidal y puede vérsela en muchas de sus películas. Tuvieron planes de casarse, pero la relación acabó rompiéndose, aunque continúan siendo amigos. Nacho Vidal afirma que Belladonna es su chica favorita, su actriz porno favorita, la actriz porno con la que más le gusta trabajar y la mujer con la que mejor sexo ha tenido.
Más tarde, el 11 de abril de 2004, Belladonna se casó en Las Vegas con su actual marido, Aiden Kelly, que colabora en sus películas, y el 11 de enero de 2005 tuvo con él a su primera hija, llamada Myla.

## Premios
| Año  | Premiación          | Resultado | Premio                                               | Película                        |
| ---- | ------------------- | --------- | ---------------------------------------------------- | ------------------------------- |
| 2002 | Premio AVN          | Nominada  | Mejor Video de Sexo.                                 | Buttwoman Iz Bella              |
| 2003 | Premio AVN          | Nominada  | Mejor Escena de Sexo Lésbico.                        | The Fashionistas                |
| 2003 | Premio AVN          | Nominada  | Mejor Escena de Sexo Oral.                           | The Fashionistas                |
| 2003 | Premio AVN          | Nominada  | Mejor Actriz Secundaria.                             | The Fashionistas                |
| 2003 | Premio AVN          | Nominada  | Actriz que Más Pone.                                 | The Fashionistas                |
| 2004 | Premio Night Movies | Nominada  | Mejor Película Gonzo.                                | Evil Pink                       |
| 2004 | Premio AVN          | Nominada  | Mejor Escena de Sexo en Pareja, con Nacho Vidal.     | Back 2 Evil                     |
| 2005 | Premio AVN          | Nominada  | Mejor Película Lésbica.                              | The ConnASSeur                  |
| 2006 | Premio AVN          | Nominada  | Mejor Película Lésbica.                              | Fucking Girls                   |
| 2006 | Premio XRCO         | Nominada  | Mejor Película Lésbica.                              | Fucking Girls                   |
| 2006 | Premio FAME         | Nominada  | Mejor Película Gonzo.                                | No Warning                      |
| 2009 | Premio AVN          | Nominada  | Mejor Escena Lésbica, con Jesse Jane.                | Pirates II: Stagnetti’s Revenge |
| 2009 | Premio AVN          | Nominada  | Mejor Actriz de Reparto.                             | Pirates II: Stagnetti’s Revenge |
| 2009 | Premio AVN          | Nominada  | Mejor Trío Lésbico, con Aiden Starr y Kimberly Kane. | Belladonna's Girl Train         |
| 2011 | AVN                 | Ganadora  | Ingreso en el salón de la fama.                      | Ingreso en el salón de la fama. |